# Galina Tjistjakova
Galina Valentinovna Tjistjakova (russisk: Галина Валентиновна Чистякова ; født 26. juli 1962 i Izmail, Ukraine) er en tidligere atlet, der repræsenterede Sovjetunionen og senere Slovakiet.

## Atletikkarriere
Galina Tjistjakova  begyndte at dyrke atletik i 1972 og blev en del af det sovjetiske landshold i 1979. Hun var stærk både i længdespring og trespring, men opnåede flest af sine internationale resultater i længdespring, fordi trespring ikke altid var en del af stævnerne. Hun vandt således EM indendørs og Europa Cup i 1985, EM-sølv og guld ved Goodwill Games året efter, mens hun i 1987 vandt sølv ved EM, og hun vandt sølv ved indendørs-EM i 1988, alle i længdespring. Ved OL 1988 i Seoul var Tjistjakova en af favoritterne, efter at hun kort inden havde forbedret verdensrekorden, der nu lød på 7,52 m. Hun var næstbedst i kvalifikationsrunden med 6,97 m, og i finalen lagde hun sig i spidsen med et spring på 7,11 m i første forsøg. Imidlertid blev det hendes bedste spring, og senere sprang østtyske Heike Dreschler 7,22 m og amerikaneren Jackie Joyner-Kersee 7,40 m (ny olympisk rekord), så amerikaneren fik guld, østtyskeren sølv og Tjistjakova bronze.
I 1989 blev Tjistjakova først verdensmester og derpå europamester, i begge tilfælde  indendørs, og senere på året vandt hun World Cup og Europa Cup, alle i længdespring. Hun satte også verdensrekord i trespring dette år med 14,52 m. I 1990 vandt hun EM indendørs i både længde- og trespring.
Efter Sovjetunionens opløsning vandt hun SNG-mesterskabet i 1992 i trespring, men hun blev på et tidspunkt sat af det russiske landshold, hvorpå hun flyttede til Bratislava og fik slovakisk statsborgerskab i 1996, tidsnok til at kunne deltage for sit nye land ved OL 1996 i Atlanta. Her stillede hun op i både længdespring og trespring, men uden større succes, idet hun blev nummer 22 i længdespring og nummer 13 i trespring. Hun deltog også ved VM i 1997, men heller ikke her med succes. Hun var slovakisk mester i længdespring i 1996 og i trespring i både 1996 og 1998.